# NGC 638
NGC 638 est une galaxie spirale barrée située dans la constellation des Poissons. NGC 638 a été découverte par l'astronome américain Lewis Swift en 1886.

## Caractéristiques
Sa vitesse par rapport au fond diffus cosmologique est de 2 864 ± 21 km/s, ce qui correspond à une distance de Hubble de 42,2 ± 3,0 Mpc (∼138 millions d'al).
À ce jour, deux mesures non basées sur le décalage vers le rouge (redshift) donnent une distance de 55,330 0 ± 1,273 Mpc (∼180 millions d'al), ce qui est à l'extérieur des valeurs de la distance de Hubble. Notons que c'est avec la valeur moyenne des mesures indépendantes, lorsqu'elles existent, que la base de données NASA/IPAC calcule le diamètre d'une galaxie et qu'en conséquence le diamètre de NGC 638 pourrait être d'environ 11,1 kpc (∼36 200 al) si on utilisait la distance de Hubble pour le calculer. 
Le professeur Seligman classe cette galaxie comme une spirale barrée. On voit un anneau proéminent sur l'image du relevé SDSS, mais pas de bras spiraux. Cependant, la  barre centrale est très visible.
NGC 638 présente une large raie HI. NGC 638 est une galaxie dont le noyau brille dans le domaine de l'ultraviolet. Elle est inscrite dans le catalogue de Markarian sous la cote Mrk 1003 (MK 1003).

## Groupe de NGC 645
NGC 638 fait partie du groupe de NGC 645 qui comprend au moins cinq galaxies. Les trois autres galaxies de ce groupe sont NGC 632, UGC 1137 et UGC 1172.